# Zombie Live
A Zombie Live Rob Zombie első koncertlemeze szólókarrierje során. A lemezt 2007-ben adták ki.

## Tartalma
1. Sawdust in the Blood – 1:40
2. American Witch – 4:01
3. Demon Speeding – 3:33
4. Living Dead Girl – 3:25
5. More Human than Human – 4:23
6. Dead Girl Superstar – 3:12
7. House of 1000 Corpses – 4:29
8. Let It All Bleed Out – 4:08
9. Creature of the Wheel – 3:36
10. Demonoid Phenomenon – 4:18
11. Super-Charger Heaven – 3:29
12. Never Gonna Stop (The Red Red Kroovy) – 3:06
13. Black Sunshine – 3:53
14. Superbeast – 4:54
15. The Devil's Rejects – 3:59
16. The Lords of Salem – 4:19
17. Thunder Kiss '65 – 5:19
18. Dragula – 5:16

## Közreműködők
- Rob Zombie – ének
- John5 – gitár
- Piggy D – basszusgitár
- Tommy Clufetos – dobok

## Fordítás
- Ez a szócikk részben vagy egészben  a   Zombie Live című angol Wikipédia-szócikk fordításán alapul.  Az eredeti cikk szerkesztőit annak laptörténete sorolja fel. Ez a jelzés csupán a megfogalmazás eredetét és a szerzői jogokat jelzi, nem szolgál a cikkben szereplő információk forrásmegjelöléseként.